# Zbaraż Stary
Zbaraż Stary (ukr. Стари́й Зба́раж, Staryj Zbaraż) – wieś na Ukrainie, w obwodzie tarnopolskim, w rejonie tarnopolskim. W 2001 roku liczyła 782 mieszkańców.
Do 2020 w rejonie zbaraskim.

## Zabytki
- stary zamek[3] ks. Zbaraskich w ruinie. Uszkodzony podczas obrony Janusza Zbaraskiego przed Tatarami w 1589 r.